# 昇侍
昇侍（しょうじ、1983年4月24日 - ）は、日本の男性総合格闘家。三重県名張市出身。JAPAN TOP TEAM所属。初代ライト級キング・オブ・パンクラシスト。リライブシャツアンバサダー。

## 来歴
少年時代の夢はプロ野球の選手であり、日本航空高等学校でも野球部に所属。3年時にチームは甲子園（第83回全国高等学校野球選手権大会）に出場するも、自身はベンチ入りメンバーに入れなかった。卒業後、プロ入りを諦め航空自衛隊に入隊。同時にシュートボクセ・アカデミー・ジャパンで格闘技に打ち込む中で当時のコーチであるセルジオ・クーニャにスカウトされ、プロ格闘家を目指す。
2005年7月17日、U-FILE 18で総合格闘技デビュー。大会に欠場者が出て代替選手として出場。アマチュア経験すら無かったが、プロ選手相手に引き分ける。

### パンクラス
2006年2月19日、パンクラス ネオブラッド・トーナメント予選に出場。1回戦を勝ち抜くも、準決勝を棄権した。
2006年7月30日、リングネームを昇侍に変更しDEMOLITIONにて中条実にバスターでKO勝ち。
2006年10月1日、PANCRASE 2006 BLOW TOURで宮崎裕治と対戦。試合開始直後に跳び膝蹴りをヒットさせ試合開始3秒でKO勝ち。
2007年3月18日、PANCRASE 2007 RISING TOURで星野勇二と対戦し、0-3の判定負け。
2007年7月27日、PANCRASE 2007 RISING TOURで後のUFC世界フェザー級王者ジョゼ・アルドと対戦し、0-3の判定負け。
2007年12月22日、PANCRASE 2007 RISING TOURで伊藤崇文と対戦し、3-0の判定勝ち。
2008年1月30日、PANCRASE 2008 SHINING TOURで行われたライト級キング・オブ・パンクラス決定戦でアルトゥール・ウマハノフと対戦し、左ハイキックからのパウンドでKO勝ちを収め24歳で王座獲得に成功した。
2008年4月27日、PANCRASE 2008 SHINING TOURで大石幸史と対戦し、0-1の判定ドロー。試合の3日前に右足靭帯を部分断裂し全治1か月と診断されたものの、麻酔を打って試合を行なった。

### DREAM・DEEP
2008年5月11日、DREAM初出場となったDREAM.3で山崎剛と対戦し、0-3の判定負け。この試合は、DREAM初のフェザー級マッチとなった。
2008年7月8日、フェザー級に転向するためパンクラスライト級王座を返上した。
2008年12月10日、DEEP初出場となったDEEP 39 IMPACTで大塚隆史と対戦し、0-3の判定負けを喫した。
2009年2月10日、新春! DEEP&CMAファン感謝祭2009でDREAMフェザー級（-63kg）グランプリへの出場権を賭け元同門のDJ.taikiと対戦、0-3の判定負けを喫した。
2009年7月26日、初参戦となったR.I.S.E.で裕樹とキックボクシングルールで対戦し、KO負けを喫した。
2009年10月4日、RISE 59の初代RISE 65kg級王者決定戦・準決勝で吉本光志とキックボクシングルールで対戦し、0-3の判定負けを喫した。
2010年10月24日、1年ぶりの試合・1年8か月ぶりの総合格闘技復帰戦となったDEEP 50 IMPACTでジョン・ジンソと対戦し、パウンドでTKO勝ちを収めた。当初は長倉立尚と対戦予定であったが、長倉が左アキレス腱断裂により欠場したため対戦相手が変更された。
2010年12月11日、DEEP 51 IMPACTで松本晃市郎と対戦し、パンチラッシュでTKO負け。総合格闘技ルールでは自身初のKO負けとなった。
2011年2月25日、DEEP 52 IMPACTで加藤友弥と対戦し、パンチの撃ち合いの中で加藤の右目尻をカットさせドクターストップによるTKO勝ちを収めた。
2011年6月24日、DEEP 54 IMPACTで王者の横田一則に挑戦し、0-3の判定負けを喫した。
2013年2月16日、DEEP 61 IMPACTのフェザー級タイトルマッチで王者の横田一則と再戦し、0-5の判定負けを喫し王座獲得に失敗した。
2013年6月15日、DEEP CAGE IMPACT 2013でチェ・ドゥホと対戦し、TKO負けを喫した。この試合で一度引退。
2017年8月13日、Grachan30でジャイカブ・グルゼゴーゼックと対戦し、3-0の判定勝ち。4年2カ月振りの復帰戦を勝利で飾った。

### RIZIN
2020年9月27日、さいたまスーパーアリーナで開催されたRIZIN.24で、RIZINバンタム級王者・朝倉海と対戦。試合は打撃戦となり、朝倉の右ストレートで昇侍がダウンし、サッカーボールキックの追撃を受けたところでレフェリーが試合をストップ。1RKO負けを喫した。
2021年9月19日、RIZIN.30でKNOCK OUT-BLACK スーパーライト級王者、のちのRIZIN フェザー級王者の鈴木千裕と対戦し、カウンターの左フックでダウンを奪った後、パウンドにより試合開始わずか20秒でTKO勝ちを収めた。
2021年11月28日、RIZIN TRIGGER 1stのメインイベントで萩原京平と対戦しTKO負けを喫した。
2022年3月6日、RIZIN LANDMARK vol.2で元SBスーパーライト級王者の鈴木博昭と対戦し、1Rに左フックを浴びてTKO負けを喫した。
2022年7月2日、RIZIN.36でヤン・ジヨンと対戦。3Rにリアネイキッドチョークで一本負けを喫した。この試合は、ジヨンと対戦予定だった朝倉海が負傷して治療を続けながらも本人が必ず出場すると言い続けていたが最終的にRIZIN医療班からドクターストップがかかり欠場。代役として試合の約1週間ほど前から万が一に備えてバックアップファイターとして準備を始めていた昇侍が急遽出場した試合だった。
7月のジヨン戦で、1Rに右フックを打った際にラリアット気味にジヨンの頭部に当たったことで右前腕部の尺骨を骨折。試合後に尺骨にチタンプレートを固定して骨融合を待つ手術を行った。しかし、粉砕骨折だったことから5ヶ月経っても骨が付かず、2023年1月に再手術となり、腰の骨を移植して再生を促す手術を行った。そのため回復に時間がかかり、次戦まで2年以上かかる長期離脱となった。
2024年11月17日、RIZIN LANDMARK 10で芦澤竜誠と対戦し、1R終了間際にテイクダウンを奪うも、2Rに左右の連打でぐらつかされ、ボディへの膝蹴りでKO負けを喫した。

## 人物・エピソード
- 日本人離れした打撃のセンスを持ち、真っ向打ち合うファイトスタイルを武器に衝撃的なKO勝利を収めてきた。2006年10月1日には、山本“KID”徳郁の「4秒」を上回る「3秒」でのKO勝ちを収めた[25]。
- リングネームの昇侍には本人の強い意志が込められており、「日本人が持つ侍の誇り」、「世界の頂点まで昇る」という意味がある。なお、リングネームは過去に何度か変更されていて、翔侍というリングネームで出場していたこともある。
- 『よっしゃあ漢唄』をテーマ曲とする入場パフォーマンスは絢爛さと男気に溢れ、会場人気が高い[映像 2][映像 3]。
- 前述した通り、後のWEC・UFC世界フェザー級王者となるジョゼ・アルドと試合した唯一の日本人選手（2022年9月現在）。この試合は当時の日本、アメリカのMMA事情の絡みの結果実現した[26]。
- RIZIN榊原信行CEOに「昇侍が2人ほしい」と言われるほど信頼されている選手[27]。

密着動画
- RIZIN公式YouTube、昇侍の密着動画『Preparation』（2021）[映像 4]
- RIZIN公式YouTube、榊原信行CEOの生放送トーク番組 ゲスト：白川陸斗・昇侍（2024）[映像 5]

## 戦績

### プロ総合格闘技
| 総合格闘技 戦績 | 総合格闘技 戦績 | 総合格闘技 戦績 | 総合格闘技 戦績 | 総合格闘技 戦績 | 総合格闘技 戦績 | 総合格闘技 戦績 |
| --------------- | --------------- | --------------- | --------------- | --------------- | --------------- | --------------- |
| 36 試合         | (T)KO           | 一本            | 判定            | その他          | 引き分け        | 無効試合        |
| 17 勝           | 13              | 0               | 4               | 0               | 1               | 0               |
| 18 敗           | 7               | 2               | 9               | 0               | 1               | 0               |

| 勝敗 | 対戦相手                     | 試合結果                                        | 大会名                                                                | 開催年月日     |
| ×    | 芦澤竜誠                     | 2R 1:05 KO（ボディへの膝蹴り）                  | RIZIN LANDMARK 10                                                     | 2024年11月17日 |
| ×    | ヤン・ジヨン                 | 3R 1:46 リアネイキドチョーク                    | RIZIN.36                                                              | 2022年7月2日   |
| ×    | 鈴木博昭                     | 1R 1:12 TKO（左フック）                         | RIZIN LANDMARK vol.2                                                  | 2022年3月6日   |
| ×    | 萩原京平                     | 2R 1:19 TKO（サッカーボールキック）             | RIZIN TRIGGER 1st                                                     | 2021年11月28日 |
| ○    | 鈴木千裕                     | 1R 0:20 TKO（左フック→パウンド）                | RIZIN.30                                                              | 2021年9月19日  |
| ×    | 元谷友貴                     | 1R 2:08 リアネイキドチョーク                    | DEEP 100 IMPACT～20th Anniversary～                                   | 2021年2月21日  |
| ×    | 朝倉海                       | 1R 2:37 TKO（サッカーボールキック）             | RIZIN.24                                                              | 2020年9月27日  |
| ○    | CORO                         | 3R 4:55 TKO（左フック）                         | DEEP 96 IMPACT                                                        | 2020年8月23日  |
| ○    | 釜谷真                       | 3R 1:47 TKO（グラウンドパンチ）                 | DEEP 92 IMPACT                                                        | 2019年10月22日 |
| ×    | 水垣偉弥                     | 5分3R終了 判定0-3                               | DEEP 89 IMPACT                                                        | 2019年5月12日  |
| ×    | 石司晃一                     | 2R 4:59 TKO（スタンドパンチ）                   | DEEP 88 IMPACT                                                        | 2019年3月9日   |
| ○    | 中村謙作                     | 3R 2:20 TKO（グラウンドパンチ）                 | GRACHAN 37×GLADIATOR 008                                              | 2018年12月2日  |
| ○    | 近藤淳平                     | 1R 4:20 TKO（右フック→パウンド）                | GRACHAN 36 10周年記念大会                                             | 2018年9月9日   |
| ×    | 原井徹                       | 5分2R終了 判定0-3                               | GRACHAN 34 & BRAVE FIGHT 16                                           | 2018年2月25日  |
| ○    | ジェイカブ・グルゼゴーゼック | 5分2R終了 判定3-0                               | GRACHAN 30×One more chance『1MC vol.4』                               | 2017年8月13日  |
| ×    | チェ・ドゥホ                 | 2R 2:33 TKO（右ストレート→パウンド）            | DEEP CAGE IMPACT 2013 in KORAKUEN HALL                                | 2013年6月15日  |
| ×    | 横田一則                     | 5分3R終了 判定0-5                               | DEEP 61 IMPACT 【DEEPフェザー級タイトルマッチ】                       | 2013年2月16日  |
| ○    | キム・ホジュン               | 2R 2:01 TKO（サッカーボールキック）             | DEEP 60 IMPACT                                                        | 2012年10月19日 |
| ○    | 長倉立尚                     | 5分2R終了 判定3-0                               | DEEP 57 IMPACT 〜12年目の現実〜                                       | 2012年2月18日  |
| ○    | 鍵山雄介                     | 5分2R終了 判定3-0                               | DEEP CAGE IMPACT 2011 in TOKYO 1st ROUND                              | 2011年10月29日 |
| ×    | 横田一則                     | 5分3R終了 判定0-3                               | DEEP 54 IMPACT                                                        | 2011年6月24日  |
| ○    | 加藤友弥                     | 1R 1:27 TKO（ドクターストップ：カットでの出血） | DEEP 52 IMPACT                                                        | 2011年2月25日  |
| ×    | 松本晃市郎                   | 3R 1:49 TKO（スタンドパンチ連打）               | DEEP 51 IMPACT                                                        | 2010年12月11日 |
| ○    | ジョン・ジンソ               | 1R 2:58 TKO（グラウンドパンチ）                 | DEEP 50 IMPACT 〜10年目の奇跡〜                                       | 2010年10月24日 |
| ×    | DJ.taiki                     | 5分3R終了 判定0-3                               | 新春! DEEP&CMAファン感謝祭2009                                        | 2009年2月10日  |
| ×    | 大塚隆史                     | 5分3R終了 判定0-3                               | DEEP 39 IMPACT                                                        | 2008年12月10日 |
| ×    | 山崎剛                       | 2R（10分/5分）終了 判定0-3                      | DREAM.3 ライト級グランプリ2008 2nd ROUND                              | 2008年5月11日  |
| △    | 大石幸史                     | 5分3R終了 判定0-1                               | PANCRASE 2008 SHINING TOUR                                            | 2008年4月27日  |
| ○    | アルトゥール・ウマハノフ     | 2R 0:21 KO（左ハイキック→パウンド）             | PANCRASE 2008 SHINING TOUR 【ライト級キング・オブ・パンクラス決定戦】 | 2008年1月30日  |
| ○    | 伊藤崇文                     | 5分3R終了 判定3-0                               | PANCRASE 2007 RISING TOUR                                             | 2007年12月22日 |
| ×    | ジョゼ・アルド               | 5分3R終了 判定0-3                               | PANCRASE 2007 RISING TOUR                                             | 2007年7月27日  |
| ○    | 武重賢司                     | 1R 2:28 KO（グラウンドパンチ）                  | PANCRASE 2007 RISING TOUR                                             | 2007年4月27日  |
| ×    | 星野勇二                     | 5分2R終了 判定0-3                               | PANCRASE 2007 RISING TOUR                                             | 2007年3月18日  |
| ○    | 荒牧拓                       | 1R 3:36 KO（踏みつけ）                          | PANCRASE 2006 BLOW TOUR                                               | 2006年12月2日  |
| ○    | 宮崎裕治                     | 1R 0:03 KO（跳び膝蹴り）                        | PANCRASE 2006 BLOW TOUR                                               | 2006年10月1日  |
| ○    | 中条実                       | 1R 2:22 KO（バスター）                          | DEMOLITION                                                            | 2006年7月30日  |

### アマチュア総合格闘技
| 勝敗 | 対戦相手 | 試合結果                        | 大会名                                                            | 開催年月日     |
| ×    | 太田純一 | 不戦敗                          | PANCRASE 2006 BLOW TOUR 【ネオブラッド・トーナメント予選 準決勝】 | 2006年2月19日  |
| ○    | 井上誠午 | 5分1R終了 判定3-0               | PANCRASE 2006 BLOW TOUR 【ネオブラッド・トーナメント予選 1回戦】  | 2006年2月19日  |
| ○    | 好川統   | 2R 1:50 TKO（ドクターストップ） | DEEP 21 IMPACT                                                    | 2005年10月28日 |
| △    | 小林吾郎 | 5分2R終了 引き分け              | U-FILE 18 & U-STYLE 13                                            | 2005年7月17日  |

### キックボクシング
| 勝敗 | 対戦相手 | 試合結果                   | 大会名                                       | 開催年月日    |
| ×    | 吉本光志 | 3R終了 判定0-3             | RISE 59 【初代RISE 65kg級王者決定戦 準決勝】 | 2009年10月4日 |
| ×    | 裕樹     | 3R 0:48 KO（左ローキック） | RISE 57                                      | 2009年7月26日 |

## 獲得タイトル
- 初代ライト級キング・オブ・パンクラス王座（2008年）

## 入場テーマ曲
- ゲリラ・ラジオ（レイジ・アゲインスト・ザ・マシーン）- DREAM.3で使用。
- よっしゃあ漢唄（CR花の慶次～斬 オリジナルサウンドトラック）

### 試合映像
1. ↑  【試合映像】朝倉海vs.昇侍 / Kai Asakura vs. Shoji - RIZIN.24. RIZIN公式YouTubeチャンネル. 2020.
2. ↑  『【試合映像】昇侍 vs. 鈴木千裕 / Shoji vs. Chihiro Suzuki - RIZIN.30』RIZIN公式YouTubeチャンネル、2021年。
3. ↑  『【試合映像】昇侍 vs. 萩原京平 / Shoji vs. Kyohei Hagiwara - RIZIN TRIGGER 1st』2021年。
4. ↑  『【試合映像】昇侍 vs ヤン・ジヨン Shoji vs Ji Yong Yang RIZIN 36』RIZIN公式YouTubeチャンネル、2022年。
5. ↑  『【会場リングサイド視点から見た『昇侍 vs. ヤン・ジヨン』試合映像】【Special Ring Side】湘南美容クリニック presents RIZIN.36』RIZIN公式YouTubeチャンネル、2022年。
6. ↑  『【試合映像】 昇侍 vs. 芦澤竜誠 / Shoji vs. Ryusei Ashizawa -RIZIN LANDMARK 10 in NAGOYA』RIZIN公式YouTubeチャンネル、2024年。

### 補足映像
1. ↑  『【番組】RIZIN CONFESSIONS #81（※番組内で試合映像＆鈴木千裕と昇侍による試合振り返りドキュメンタリー番組）』RIZIN公式YouTubeチャンネル、2021年。
2. ↑  『【番組】RIZIN CONFESSIONS #93（※番組内で試合映像＆昇侍と鈴木博昭による試合振り返りドキュメンタリー番組）』RIZIN公式YouTubeチャンネル、2022年。
3. ↑  『【番組】RIZIN CONFESSIONS #165（※番組内で試合映像＆芦澤竜誠と昇侍による試合振り返りドキュメンタリー番組）』RIZIN公式YouTubeチャンネル、2024年。

### 映像資料
1. ↑  昇侍 vs ジェイガブグルゼコーゼック (試合全容). shoji shojiのYouTubeチャンネル. 28 August 2017.
2. ↑  RIZIN.24無事勝ちました【昇侍vs朝倉海】 (3：22～昇侍の入場に言及). KAI Channel / 朝倉海のYouTubeチャンネル. 29 September 2020.
3. ↑  【RIZIN24】 昇侍の入場話しで盛り上がる ほぼ放置された大原樹里 【いち接骨院にて】 (昇侍本人が入場パフォーマンスに言及). 昇侍 YouTubeチャンネル. 11 October 2020.
4. ↑  『【密着】Preparation | 昇侍 / Shoji - RIZIN TRIGGER 1st』RIZIN公式YouTubeチャンネル、2021年。
5. ↑  『榊󠄀原社長に呼び出されました 2024 → ゲスト：白川陸斗・昇侍』RIZIN公式YouTubeチャンネル、2024年。
6. ↑  DEEP96 昇侍VSCORO (試合全容). DEEPチャンネル. 6 September 2020.
7. ↑  釜谷真 VS 昇侍 (試合全容). DEEPチャンネル. 31 October 2019.
8. ↑  GRACHAN37　中村謙作引退試合　63kg以下契約　5分3R 中村謙作（吉田道場） vs 昇侍（トイカツ道場） (試合全容). GRACHAN MMAのYouTubeチャンネル. 20 April 2020.
9. ↑  GRACHAN36フェザー級　5分2R 昇侍 vs 近野淳平 (試合全容). GRACHAN MMAのYouTubeチャンネル. 19 September 2018.